# Karies (Band)
Karies ist eine deutsche Post-Punk-Band aus Stuttgart.

## Geschichte
Die Band aus Stuttgart veröffentlichte 2013 ihr erstes Demo Fun ist ein Stahlbad.
Das Debütalbum, Seid umschlungen, Millionen wurde am 2. Oktober 2014 veröffentlicht. Produziert wurde das Album mit elf Liedern im Jugendhaus Komma in Esslingen vom Die-Nerven-Sänger und -Gitarristen Max Rieger.
Es folgten zahlreiche Auftritte im Rahmen einer Deutschlandtournee und Supportauftritte für Bands wie Turbostaat und Sleaford Mods.
Für die Produktion des zweiten Albums Es geht sich aus (2016) war neben Max Rieger auch der Musiker und Produzent Ralv Milberg verantwortlich.
Das Album Alice erschien im Oktober 2018. Schlagzeuger Kevin Kuhn war mit seinen Bands Die Nerven und Wolf Mountains ausgelastet und wurde auf der nachfolgenden Tournee von Paul Schwarz, Schlagzeuger der Band Human Abfall, ersetzt.

## Diskografie

### Alben
- 2014: Seid umschlungen, Millionen (This Charming Man Records)
- 2016: Es geht sich aus (This Charming Man Records, Harbinger Sound)
- 2018: Alice (This Charming Man Records)
- 2023: Tagträume an der Schaummaschine (This Charming Man Records)

### Demos
- 2013: Fun ist ein Stahlbad (Monkey Bizz Tape Empire)

### Singles und EPs
- 2014: TCM Tones (Split 12" mit Sex Jams, Messer und Night Shirts, This Charming Man Records)
- 2015: Parole Grätig (Harbinger Sound, In A Car)
- 2016: Karies EP (This Charming Man Records)